# Zápas na Letních olympijských hrách 2016 – ženy, volný styl do 53 kg
Zápasy v ve volném stylu na Letních olympijských hrách v Riu v kategorii pérových vah žen proběhly v hale Carioca Arena 2 v přilehlé části Ria de Janeira v Barra da Tijuca 18. srpna 2016.

## Finále
| finále            |                   |
| ----------------- | ----------------- |
| Saori Jošidaová   | Helen Maroulisová |
| Helen Maroulisová | Helen Maroulisová |

## Opravy / O bronz
Do oprav se dostaly volnostylařky, které během turnaje v pavouku prohrály svůj zápas s jednou ze dvou finalistek.
| opravy              | opravy              | o bronz              |                     |
| ------------------- | ------------------- | -------------------- | ------------------- |
| volný los           | Natalija Synyšynová | Natalija Synyšynová  | Natalija Synyšynová |
| volný los           | Natalija Synyšynová | Natalija Synyšynová  | Natalija Synyšynová |
|                     | Isabelle Sambouová  | Natalija Synyšynová  | Natalija Synyšynová |
|                     |                     | Betzabeth Argüellová | Natalija Synyšynová |
| Čung Süe-čchun      | Čung Süe-čchun      | Čung Süe-čchun       | Sofia Mattssonová   |
| Julija Chavaldžiová | Čung Süe-čchun      | Čung Süe-čchun       | Sofia Mattssonová   |
|                     | Čong Mjong-suk      | Čung Süe-čchun       | Sofia Mattssonová   |
|                     |                     | Sofia Mattssonová    | Sofia Mattssonová   |

## Pavouk
|   | 1/32                | 1/16                  | čtvrtfinále           | semifinále           | finále            |
| - | ------------------- | --------------------- | --------------------- | -------------------- | ----------------- |
| A | volný los           | Saori Jošidaová       | Saori Jošidaová       | Saori Jošidaová      | Saori Jošidaová   |
| A | volný los           | Saori Jošidaová       | Saori Jošidaová       | Saori Jošidaová      | Saori Jošidaová   |
| A | volný los           | Natalija Synyšynová   | Saori Jošidaová       | Saori Jošidaová      | Saori Jošidaová   |
| A | volný los           | Natalija Synyšynová   | Saori Jošidaová       | Saori Jošidaová      | Saori Jošidaová   |
| A | volný los           | Isabelle Sambouová    | Isabelle Sambouová    | Saori Jošidaová      | Saori Jošidaová   |
| A | volný los           | Isabelle Sambouová    | Isabelle Sambouová    | Saori Jošidaová      | Saori Jošidaová   |
| A | volný los           | Nguyễn Thị Lụa        | Isabelle Sambouová    | Saori Jošidaová      | Saori Jošidaová   |
| A | volný los           | Nguyễn Thị Lụa        | Isabelle Sambouová    | Saori Jošidaová      | Saori Jošidaová   |
| B | volný los           | Maria Prevolarakiová  | Maria Prevolarakiová  | Betzabeth Argüellová | Saori Jošidaová   |
| B | volný los           | Maria Prevolarakiová  | Maria Prevolarakiová  | Betzabeth Argüellová | Saori Jošidaová   |
| B | volný los           | Babita Kumariová      | Maria Prevolarakiová  | Betzabeth Argüellová | Saori Jošidaová   |
| B | volný los           | Babita Kumariová      | Maria Prevolarakiová  | Betzabeth Argüellová | Saori Jošidaová   |
| B | volný los           | Betzabeth Argüellová  | Betzabeth Argüellová  | Betzabeth Argüellová | Saori Jošidaová   |
| B | volný los           | Betzabeth Argüellová  | Betzabeth Argüellová  | Betzabeth Argüellová | Saori Jošidaová   |
| B | volný los           | Joseph Essombeová     | Betzabeth Argüellová  | Betzabeth Argüellová | Saori Jošidaová   |
| B | volný los           | Joseph Essombeová     | Betzabeth Argüellová  | Betzabeth Argüellová | Saori Jošidaová   |
| C | volný los           | Sofia Mattssonová     | Sofia Mattssonová     | Sofia Mattssonová    | Helen Maroulisová |
| C | volný los           | Sofia Mattssonová     | Sofia Mattssonová     | Sofia Mattssonová    | Helen Maroulisová |
| C | volný los           | Odunayo Adekuoroyeová | Sofia Mattssonová     | Sofia Mattssonová    | Helen Maroulisová |
| C | volný los           | Odunayo Adekuoroyeová | Sofia Mattssonová     | Sofia Mattssonová    | Helen Maroulisová |
| C | volný los           | Katarzyna Krawczyková | Katarzyna Krawczyková | Sofia Mattssonová    | Helen Maroulisová |
| C | volný los           | Katarzyna Krawczyková | Katarzyna Krawczyková | Sofia Mattssonová    | Helen Maroulisová |
| C | volný los           | Erdenečimegín Sumijá  | Katarzyna Krawczyková | Sofia Mattssonová    | Helen Maroulisová |
| C | volný los           | Erdenečimegín Sumijá  | Katarzyna Krawczyková | Sofia Mattssonová    | Helen Maroulisová |
| D | volný los           | Bediha Günová         | Čong Mjong-suk        | Helen Maroulisová    | Helen Maroulisová |
| D | volný los           | Bediha Günová         | Čong Mjong-suk        | Helen Maroulisová    | Helen Maroulisová |
| D | Čong Mjong-suk      | Čong Mjong-suk        | Čong Mjong-suk        | Helen Maroulisová    | Helen Maroulisová |
| D | Jillian Gallaysová  | Čong Mjong-suk        | Čong Mjong-suk        | Helen Maroulisová    | Helen Maroulisová |
| D | Julija Chavaldžiová | Helen Maroulisová     | Helen Maroulisová     | Helen Maroulisová    | Helen Maroulisová |
| D | Helen Maroulisová   | Helen Maroulisová     | Helen Maroulisová     | Helen Maroulisová    | Helen Maroulisová |
| D | Čung Süe-čchun      | Čung Süe-čchun        | Helen Maroulisová     | Helen Maroulisová    | Helen Maroulisová |
| D | Nina Hemmerová      | Čung Süe-čchun        | Helen Maroulisová     | Helen Maroulisová    | Helen Maroulisová |